# Monica Maxwell
Monica Lynn Maxwell (21 dicembre 1976) è un'ex cestista e allenatrice di pallacanestro statunitense, professionista nella WNBA.